# Anh Quốc tại Thế vận hội Mùa hè 2012
Vương quốc Anh tham dự thế vận hội Mùa hè 2012 tại Luân Đôn từ 27 tháng 7 đến 12 tháng 8 năm 2012 với tư cách là nước chủ nhà. Luân Đôn sẽ trở thành thành phố đầu tiên đăng cai tổ chức Thế vận hội mùa hè ba lần, trước đó thành phố này đã là chủ nhà của các Thế vận hội mùa Hè năm 1908 và 1948.
Đội Anh, tên theo Ủy ban Olympic Quốc tế (IOC) là Vương quốc Anh, lựa chọn các vận động viên đến từ Vương quốc Liên hiệp Anh và Bắc Ireland, lãnh thổ phụ thuộc của Hoàng gia Anh và tất cả trừ ba lãnh thổ hải ngoại Anh. Đội tuyển được tổ chức bởi Hiệp hội Olympic Anh có từ năm 1999 mang nhãn hiệu Team GB, giải thích rằng Team GB là Đội Olympic Vương quốc Anh và Bắc Ireland.
Là nước chủ nhà, Vương quốc Anh đã giành được vị trí đủ tư cách tự động trong một số sự kiện. Đây là quốc gia duy nhất cạnh tranh trong tất cả 26 môn thể thao tại Olympic, có tổng cộng 541 vận động viên.
Các cơ quan thuộc chính phủ UK Sport đặt mục tiêu tổng cộng 48 huy chương, nhiều hơn một huy chương mà đội Vương quốc Anh giành được tại Thế vận hội mùa hè năm 2008, và kết thúc vị trí thứ tư trong bảng tổng sắp huy chương.
Kết quả, Vương quốc Anh giành được tổng cộng 65 huy chương, trong đó có 29 HC vàng, 17 HC Bạc, 19 HC Đồng.